# Nati nel 1580
| Questa pagina contiene informazioni ricavate automaticamente dalle voci biografiche con l'ausilio del template Bio e di un bot. L'aggiornamento è periodico e automatico e ricostruisce completamente la pagina. Se manca una persona in questa lista, sei pregato di non aggiungerla, ma accertati piuttosto che la sua voce biografica contenga il template Bio e che i dati anagrafici siano correttamente compilati. Se il template Bio manca, inseriscilo tu stesso o, in alternativa, metti l'avviso {{tmp\|Bio}} che ne segnala la mancanza. Se i dati riportati sono sbagliati, correggi direttamente la voce biografica; le modifiche saranno visibili in questa lista entro pochi giorni. Per chiarimenti vedi il progetto biografie. La lista contiene solo le 122 persone che sono citate nell'enciclopedia e per le quali è stato implementato correttamente il template Bio. Pagina aggiornata al 31 ago 2024. |

## Gennaio(3)
- 6 gennaio - John Smith, militare, marinaio e scrittore britannico († 1631)
- 22 gennaio - Agostino Tassi, pittore italiano († 1644)
- 30 gennaio - Gundacaro del Liechtenstein, principe, militare e diplomatico († 1658)

## Febbraio(5)
- 12 febbraio - Giulio Cesare Fontana, architetto e ingegnere italiano († 1627)
- 16 febbraio - Giovanni Battista Deti, cardinale e vescovo cattolico italiano († 1630)
- 24 febbraio - Matthias Hoë von Hoënegg, pastore protestante tedesco († 1645)
- 28 febbraio - Orazio Giustiniani, cardinale italiano († 1649)
- 28 febbraio - Giovanni Srofenaur, trombettista italiano († 1634)

## Marzo(3)
- 13 marzo - Alfonso Dal Pozzo Farnese, vescovo cattolico italiano († 1626)
- 18 marzo - Stefano Bernardi, compositore italiano († 1637)
- 31 marzo - Boghislao XIV di Pomerania, vescovo luterano tedesco († 1637)

## Aprile(5)
- 8 aprile - Augusta di Danimarca, principessa danese († 1639)
- 8 aprile - William Herbert, III conte di Pembroke, nobile e politico inglese († 1630)
- 16 aprile - Alfonsina Gonzaga, nobildonna italiana († 1647)
- 18 aprile - Thomas Middleton, drammaturgo britannico († 1627)
- 18 aprile - Pedro Orrente, pittore spagnolo († 1645)

## Maggio(4)
- 5 maggio - Johann Faulhaber, matematico, ingegnere e architetto tedesco († 1635)
- 6 maggio - Carlo I di Gonzaga-Nevers, nobile († 1637)
- 18 maggio - Federico I de' Rossi, generale italiano († 1632)
- 30 maggio - Fadrique Álvarez de Toledo Osorio, militare e politico spagnolo († 1634)

## Giugno(4)
- 6 giugno - Godefroy Wendelin, astronomo belga († 1667)
- 9 giugno - Daniel Heinsius, filologo olandese († 1655)
- 12 giugno - Adriaen van Stalbemt, pittore e incisore fiammingo († 1662)
- 13 giugno - Willebrord Snel, matematico, astronomo e fisico olandese († 1626)

## Luglio(2)
- 5 luglio - Carlo Contarini, doge († 1656)
- 29 luglio - Francesco Mochi, scultore italiano († 1654)

## Agosto(1)
- 18 agosto - Filippo Malabayla, religioso e storico italiano († 1657)

## Settembre(4)
- 4 settembre - George Percy, esploratore inglese († 1632)
- 14 settembre - Francisco de Quevedo, scrittore e poeta spagnolo († 1645)
- 17 settembre - Carlotta Brabantina di Nassau, principessa († 1631)
- 30 settembre - Cristierno Gonzaga, nobile italiano († 1630)

## Ottobre(5)
- 6 ottobre - Cosimo Merlini, orafo italiano († 1641)
- 18 ottobre - Matsudaira Tadayoshi, militare giapponese († 1607)
- 20 ottobre - Peter Crüger, matematico e astronomo tedesco († 1639)
- 30 ottobre - Armand-Nompar de Caumont, duca de la Force, generale francese († 1675)
- 30 ottobre - Dirk Hartog, marinaio e esploratore olandese († 1621)

## Novembre(4)
- 2 novembre - Marco Aurelio Severino, medico italiano († 1656)
- 19 novembre - Girolamo Marulli,  italiana († 1656)
- 26 novembre - Ettore Capecelatro, giurista, magistrato e politico italiano († 1654)
- 26 novembre - Bernabé Cobo, gesuita, naturalista e scrittore spagnolo († 1657)

## Dicembre(3)
- 1º dicembre - Nicolas-Claude Fabri de Peiresc, astronomo, botanico e numismatico francese († 1637)
- 2 dicembre - Elisabetta Maddalena di Pomerania, duchessa tedesca († 1649)
- 4 dicembre - Nabeshima Katsushige, militare giapponese († 1657)

## Senza giorno specificato(79)
- Filippo Cluverio, storico e geografo tedesco († 1622)
- Charles-François Abra de Raconis, teologo e vescovo cattolico francese († 1646)
- Francesco Adriano Ceva, cardinale italiano († 1655)
- António de Andrade, missionario portoghese († 1634)
- Christof Angermair, scultore tedesco († 1633)
- Galeazzo Arconati, nobile e mecenate italiano († 1649)
- Samuel Argall, navigatore inglese († 1626)
- Simone Balli, pittore italiano
- Benjamin Basnage, religioso francese († 1652)
- Alessandro Bernabei, pittore italiano († 1630)
- Guillaume Berthelot, scultore francese († 1648)
- Gabriele Bethlen, nobile e generale ungherese († 1629)
- Ottavio Bolognesi, diplomatico italiano († 1646)
- Francesco Bordoni, scultore italiano († 1654)
- Friedrich Brentel, incisore e pittore tedesco († 1651)
- Girolamo Buratti, pittore italiano († 1655)
- Giovanni Domenico Cappellino, pittore italiano († 1651)
- Baldassarre Capra, scienziato italiano († 1626)
- Francesco Maria Carafa, nobile († 1642)
- Marco Chierici, pittore italiano
- Luca Ciamberlano, incisore e pittore italiano († 1641)
- John Digby, I conte di Bristol, diplomatico inglese († 1653)
- Michael East, organista e compositore inglese († 1648)
- Francis Fane, I conte di Westmorland, politico inglese († 1629)
- Cristóvão Ferreira, gesuita e missionario portoghese († 1650)
- Paolo Emilio Filonardi, arcivescovo cattolico italiano († 1624)
- Louis Finson, pittore fiammingo († 1617)
- Nikolaus Fleckenstein, ufficiale svizzero († 1645)
- Lorenzo Garbieri, pittore italiano († 1654)
- Johann Gelle, editore e incisore tedesco († 1625)
- Sebastiano Ghezzi, pittore e architetto italiano († 1645)
- Théodore Godefroy, storico francese († 1649)
- Diego Messía Felípez de Guzmán, generale e politico spagnolo († 1655)
- Frans Hals, pittore olandese († 1666)
- Pierre Hérigone, matematico e astronomo francese († 1643)
- Peter Isselburg, incisore, disegnatore e editore tedesco († 1630)
- Katō Sadayasu, militare giapponese († 1623)
- Mehmet Köprülü, militare ottomano († 1661)
- Giosafat Kuncewycz, arcivescovo cattolico, monaco cristiano e santo ucraino († 1623)
- Ling Mengchu, scrittore cinese († 1644)
- Gerolamo Felice Lodron, nobile italiano († 1658)
- Francisco de Lugo, teologo spagnolo († 1652)
- Simone Luzzatto, rabbino italiano († 1663)
- Orazio Maffei, cardinale e arcivescovo cattolico italiano († 1609)
- Giovanni Paolo Maggini, liutaio italiano
- Paolo Mancini, nobile e militare italiano († 1635)
- Benedetto Mandina, vescovo cattolico italiano († 1646)
- George Manners, VII conte di Rutland, politico inglese († 1641)
- Ernst von Mansfeld, militare tedesco († 1626)
- Jacob Metius, inventore olandese († 1628)
- Peter Minuit, politico olandese († 1641)
- Ivan Tomko Mrnavić, storico e poeta serbo († 1637)
- Giovanni Pietro Naldini, pittore italiano († 1642)
- Oda Hidenobu, militare giapponese († 1605)
- Rodrigo Pacheco, nobile spagnolo († 1640)
- Bernardo Panicola, vescovo cattolico italiano († 1666)
- Erasmo Paravicini, vescovo cattolico italiano († 1640)
- Torquato Perotti, vescovo cattolico italiano († 1642)
- Hendrik Pot, pittore, disegnatore e miniaturista olandese († 1657)
- Erasmus Quellinus il Vecchio, scultore fiammingo († 1640)
- Giorgio Raguseo, filosofo, teologo e oratore italiano († 1622)
- Tommaso Sandrino, pittore italiano († 1630)
- Ulrich Schläpfer, politico svizzero († 1651)
- Fabrizio Sforza di Caravaggio, generale e nobile italiano († 1625)
- Edmund Shakespeare, attore teatrale britannico († 1607)
- Anna Stanley, nobile britannica
- Alessandro Tadino, medico italiano († 1661)
- Francesco Maria Torrigio, archeologo italiano († 1649)
- Ustad Ahmad Lahauri, architetto persiano († 1649)
- Francesco III Ventimiglia, nobile, politico e militare italiano († 1647)
- Pierre Vernier, matematico francese († 1637)
- Francesco Angelo de Vico, avvocato, storico e politico spagnolo († 1648)
- Rodrigo de Villandrando, pittore spagnolo († 1622)
- Alessandro Vitali, pittore italiano († 1630)
- Johann Jacob von Wallhausen, militare e storico tedesco († 1627)
- Matias de Albuquerque, militare portoghese († 1647)
- Carlotta di Essart, nobile francese († 1651)
- Kemankeş Kara Ali Pascià, politico ottomano († 1624)
- Friedrich van Hulsen, incisore olandese († 1665)